# Iyasu I
Iyasu I, död 1706, var kejsare av Etiopien mellan 1682 och 1706.